# پاول کوروچکین
{{Infobox military person
| name = پاول کوروچکین
| birth_date = ۱۹ نوامبر ۱۹۰۰
| death_date = ۲۸ دسامبر ۱۹۸۹ (۸۹ سال)
| birth_place = ویازما
| death_place = مسکو
| image = Pavel_Kurochkin_1.jpg
| caption =
| nickname =
| allegiance =  اتحاد جماهیر شوروی
| serviceyears = ۱۹۱۸–۱۹۷۰
| rank = Army General
| commands = 23rd Rifle Corps
17th Army
20th Army
43rd Army
11th Army
34th Army
جبهه شمال غربی
2nd Belorussian Front
60th Army
Kuban Military District
| battles = جنگ داخلی روسیه،
جنگ جهانی دوم:
- نبرد اسمولنسک،
- Toropets-Kholm Operation,
- Korsun-Shevchenkovsky operation,
- Lvov-Sandomierz operation

| awards = قهرمان اتحاد شوروی
| laterwork = رئیس شورای عالی نظامی پیمان ورشو{{سخ}معاون شورای عالی
| nationality = اتحاد جماهیر شوروی سوسیالیستی
}}

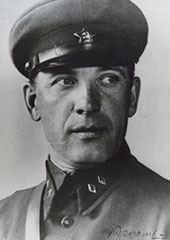
پاول کوروچکین - ۱۹۳۹

پاول کوروچکین (روسی: Па́вел Алексе́евич Ку́рочкин؛ ۱۹ نوامبر ۱۹۰۰ – ۲۸ دسامبر ۱۹۸۹) یک نظامی اهل اتحاد جماهیر شوروی سوسیالیستی بود.
وی همچنین برندهٔ جوایزی همچون نشان لنین، نشان پرچم سرخ، نشان انقلاب اکتبر، مدال آزادسازی پراگ، جایزه لنین، قهرمان اتحاد شوروی، و مدال دفاع از مسکو شده‌است.